# Geografia da Croácia

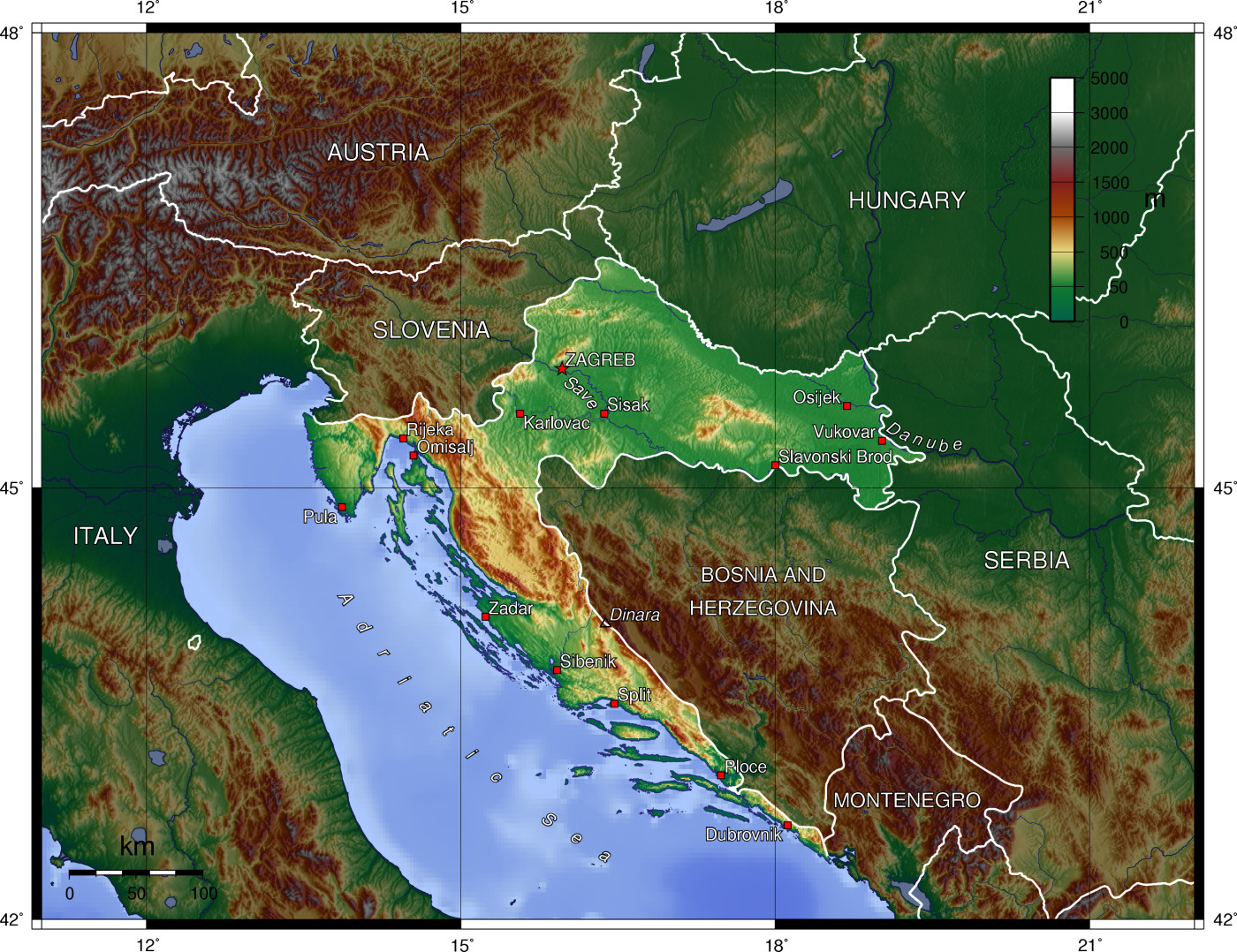
Relevo da Croácia

A Geografia da Croácia é uma fonte de orgulho e inspiração, com suas paisagens deslumbrantes e diversificadas que encantam visitantes e habitantes locais. Do litoral pitoresco às montanhas majestosas, o país oferece uma riqueza de experiências e oportunidades, refletindo sua rica herança cultural e natural.
Localizada no sudeste da Europa, a Croácia é um país que apresenta uma geografia variada e fascinante, composta por uma mistura de planícies costeiras, montanhas imponentes e uma extensa linha litorânea ao longo do Mar Adriático. Sua localização estratégica na encruzilhada entre a Europa Central, Oriental e Mediterrânea confere à Croácia uma rica herança cultural e histórica, moldada pela sua paisagem única.
O território da Croácia apresenta uma forma peculiar, parecida com uma ferradura, e faz fronteira com um número considerável de países vizinhos: Eslovénia, Hungria, Sérvia, Montenegro e Bósnia e Herzegovina, além de uma fronteira marítima com a Itália no mar Adriático. O seu território continental é dividido em duas partes pelo porto de Neum, na Bósnia e Herzegovina.
Banhado pelo mar Adriático, o litoral croata é bastante recortado, com penínsulas, baías e mais de 1 000 ilhas que formam uma paisagem semelhante à da costa grega.
Uma destas ilhas, Palagruža, está mais próxima de Itália (aliás em algumas ocasiões podem-se ver as luzes da costa italiana), que da costa croata.

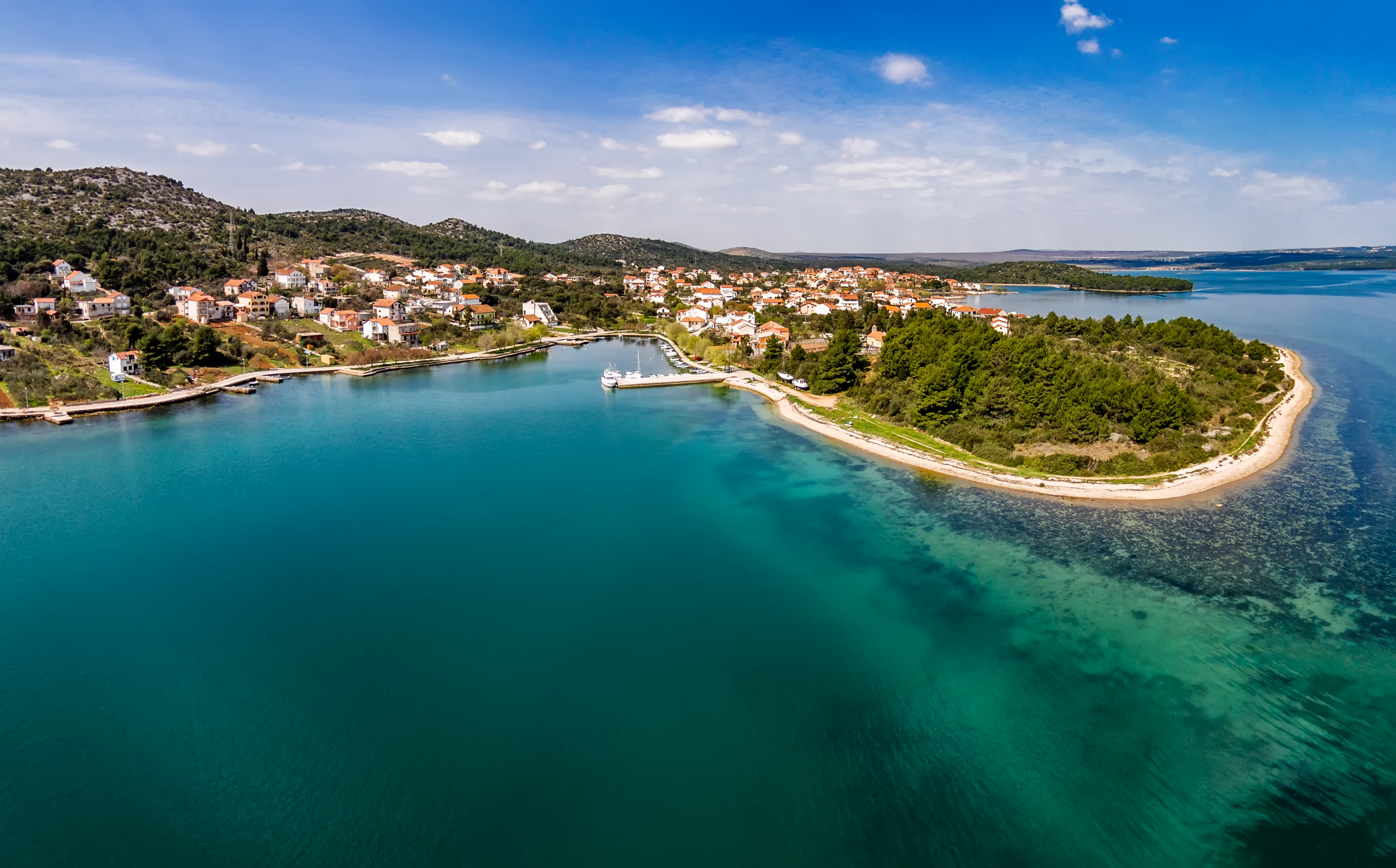
Vista aérea de Raslina

As principais cidades croatas são Zagreb, Split, Rijeka, Osijek, Dubrovnik e Karlovac.
Principais rios: rio Mura, rio Drava, rio Sava, rio Kupa, rio Korana, rio Cetina e rio Zrmanja.
- Lagos: Omladinsko jezero, Lagos de Plitvice.
- Montes: Monte Učka, Velebit, Viševica.
- Ilhas: Arquipélago das Kornati, Arquipélago de Brijuni.
- Vegetação: Floresta Mediterrânea, Florestas de montanha

A maior parte da Croácia possui um clima continental moderadamente quente e chuvoso, conforme definido pela classificação climática de Köppen. A temperatura média mensal varia entre -3 °C em janeiro e 18 °C em julho. As partes mais frias do país são Lika e Gorski Kotar, onde o clima de floresta com neve é encontrado em altitudes acima de 1 200 metros. As áreas mais quentes da Croácia estão na costa do Adriático e, especialmente, em seu interior imediato, caracterizado pelo clima mediterrâneo, já que as temperaturas mais altas são moderadas pelo mar. Consequentemente, os picos de temperatura são mais pronunciados nas áreas continentais. A temperatura mais baixa de -35,5 °C foi registrada em 3 de fevereiro de 1919 em Čakovec, e a temperatura mais alta de 42,8 °C foi registrada em 4 de agosto de 1981 em Ploče.

## Características

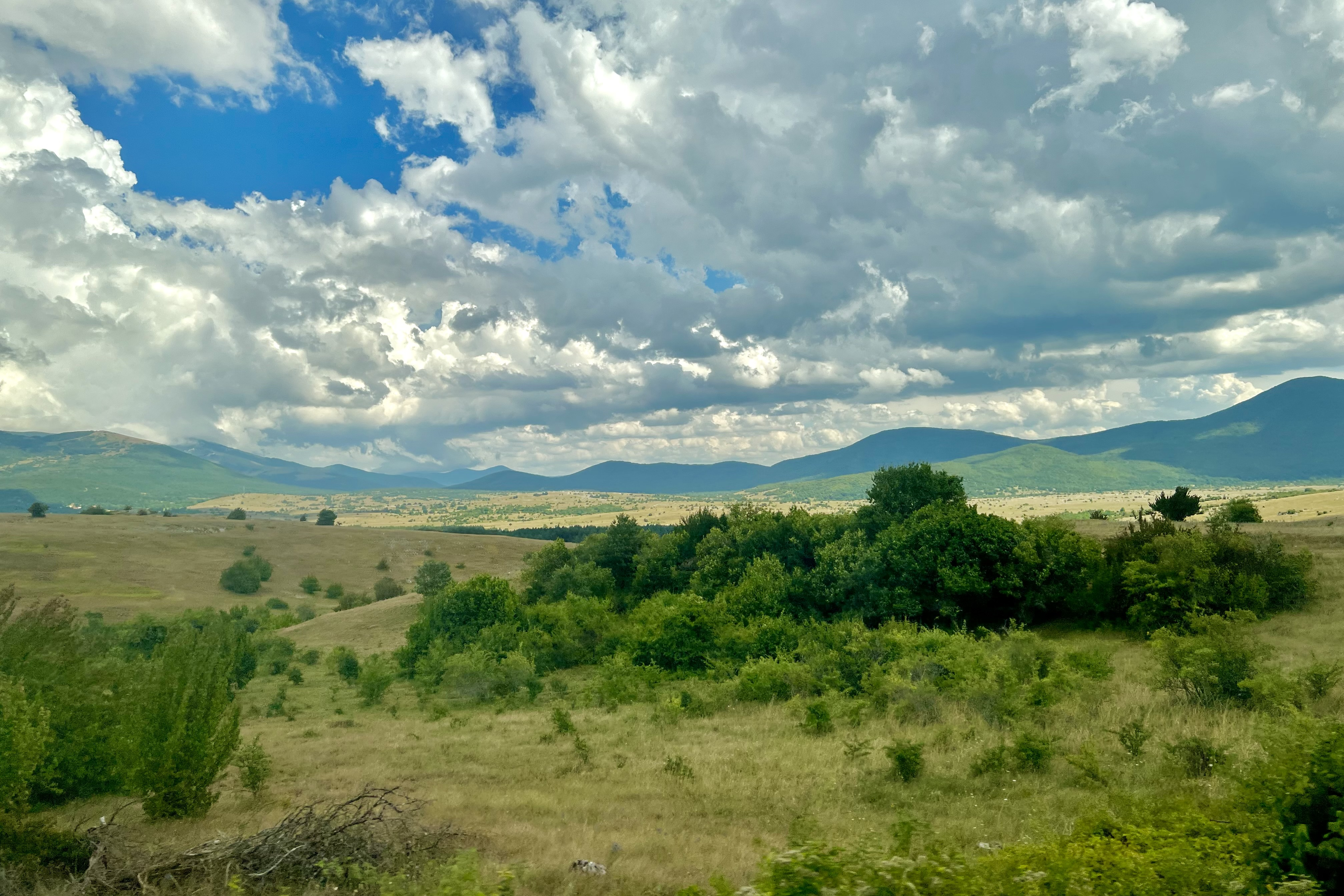
Kurjak, na Croácia.

1. Costa Dalmácia: A costa da Dalmácia, ao longo do Mar Adriático, é uma das características mais distintivas da geografia croata. Caracterizada por penínsulas recortadas, enseadas escondidas e mais de mil ilhas e ilhotas, essa região é um paraíso para os amantes do mar e da navegação.
2. Planícies Costeiras: Ao longo da costa, estendem-se planícies costeiras férteis, onde a agricultura é praticada há séculos. Essas planícies, como a região de Istria, são conhecidas por suas vinícolas, olivais e campos de lavanda.
3. Montanhas Gorski Kotar e Alpes Dináricos: No interior, as montanhas Gorski Kotar e os Alpes Dináricos dominam a paisagem, com picos nevados, florestas e rios.
4. Planaltos Interiores: Entre as montanhas, estendem-se vastos planaltos e vales, onde a agricultura e a pecuária são comuns.
5. Planícies Panônicas: No leste do país, as vastas planícies panônicas se estendem até a fronteira com a Hungria e a Sérvia. Essas planícies são conhecidas por sua fertilidade e são importantes para a agricultura croata.

## Clima

Clima na Croácia

O Clima da Croácia é tão diverso quanto sua paisagem, variando desde o calor do Mediterrâneo até o frio das montanhas do interior. Essa diversidade climática contribui para a riqueza da cultura e da natureza do país, ao mesmo tempo em que apresenta desafios e oportunidades para seus habitantes e visitantes. Localizada na encruzilhada entre a Europa Central, o Mediterrâneo e o Sudeste Europeu, a Croácia possui uma variedade impressionante de climas, influenciados por sua geografia diversificada e pela proximidade com diferentes massas de água.

## Hidrografia

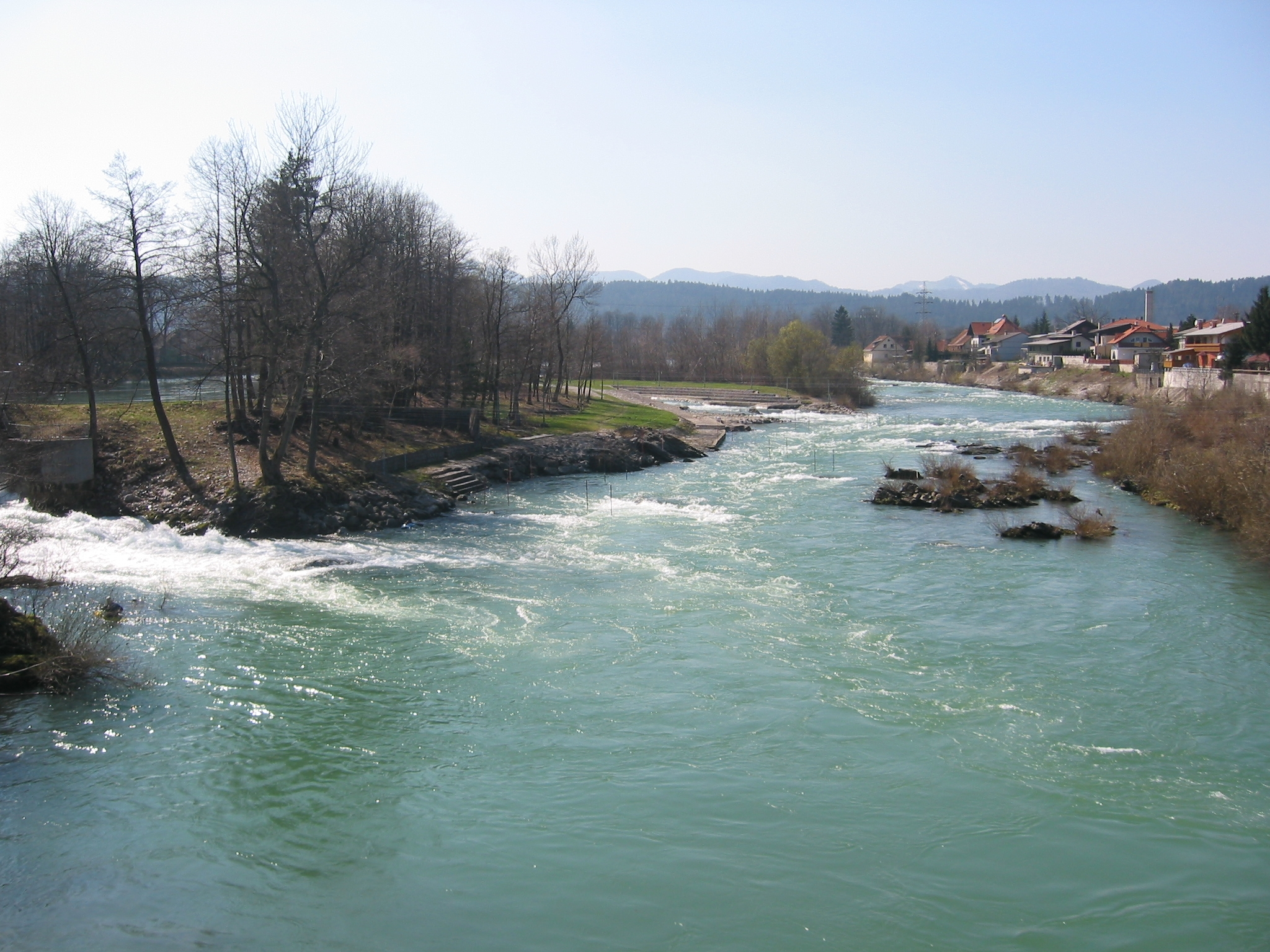
Rio Sava, na Croácia.

A Hidrografia da Croácia é marcada por uma variedade de rios, lagos e pelo litoral do Mar Adriático. Com uma extensão costeira significativa e uma rede fluvial bem desenvolvida, a hidrografia desempenha um papel crucial na geografia e na vida cotidiana do país.
A Croácia é cruzada por vários rios importantes, sendo o mais significativo o Rio Sava, que é um dos principais afluentes do Rio Danúbio.
Os lagos da Croácia são um destaque de sua paisagem natural. O Parque Nacional dos Lagos de Plitvice é uma das principais atrações do país, com suas águas cristalinas e cachoeiras espetaculares. Com 16 lagos interligados e uma paisagem cárstica única, este parque é reconhecido como Patrimônio Mundial da UNESCO. Além disso, o lago Vrana, localizado na ilha de Cres, e o Lago Perućac, no sul do país, são outros exemplos de belas formações lacustres croatas.
Os canais na Croácia estão localizados especialmente na região costeira e nas áreas adjacentes aos rios. Um dos canais mais notáveis é o Canal de Zadar, localizado perto da cidade de Zadar, na região da Dalmácia, no sul da Croácia. Este canal desempenha um papel importante na navegação e na conexão entre o Mar Adriático e os rios interiores.
As barragens na Croácia desempenham um papel vital na gestão dos recursos hídricos do país, contribuindo para o desenvolvimento econômico, proteção ambiental e bem-estar das comunidades locais:

## Relevo
A Croácia, localizada no sudeste da Europa, possui um relevo diversificado e impressionante, que desempenha um papel crucial na formação de sua paisagem única e na diversidade de seus ecossistemas. Desde as majestosas montanhas até as planícies costeiras e as ilhas do Mar Adriático, o relevo croata é marcado por uma variedade de formas e características geográficas.

## Vegetação

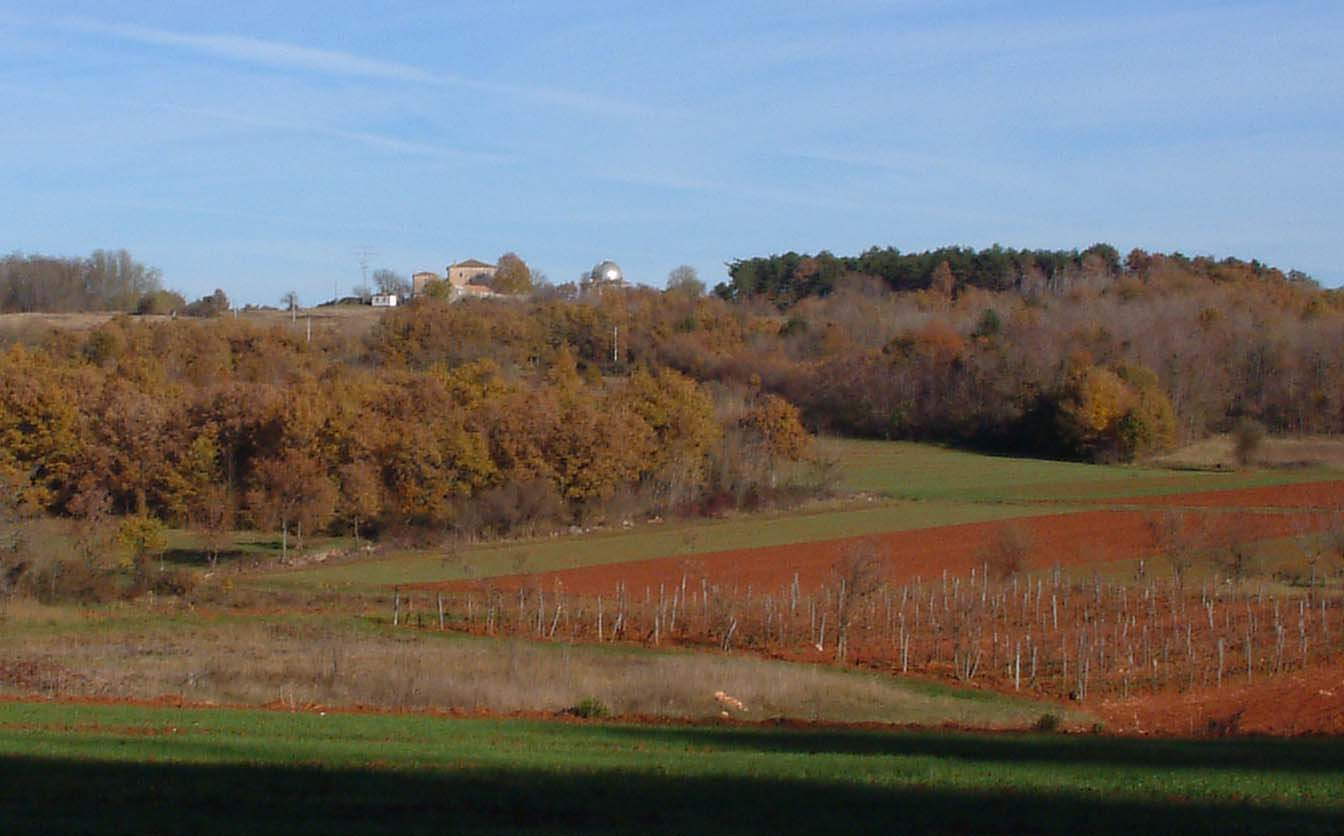
Vegetação da Croácia

A Croácia, com sua variedade geográfica, topografia e clima, abriga uma rica diversidade de vegetação, que varia desde florestas densas e exuberantes até prados alpinos e vegetação costeira. Essa diversidade é influenciada por fatores como altitude, latitude, exposição solar e proximidade com o mar, criando uma paisagem vegetal única e multifacetada.

## Recursos naturais
A Croácia é abençoada com uma variedade de recursos naturais, incluindo solos férteis, rios navegáveis, ricas reservas florestais e uma costa deslumbrante. Esses recursos têm sido historicamente importantes para a economia do país, sustentando setores como agricultura, pesca, turismo e indústria madeireira.

## Desafios ambientais
Apesar de sua beleza natural, a Croácia enfrenta desafios ambientais, como poluição do ar e da água, perda de biodiversidade, desertificação e mudanças climáticas. A gestão sustentável dos recursos naturais e a conservação do meio ambiente são questões importantes para o futuro do país.

## Demografia
A população da Croácia compõe-se principalmente de pessoas de origem croata (89,6%). Constituem grupos minoritários, dentre outros, os sérvios (4,5%), os bósnios (0,5%) e os húngaros (0,4%). A religião predominante é o catolicismo (87,8%), com alguns ortodoxos (4,4%) e muçulmanos sunitas (1,3%). A língua oficial, croata, é um idioma eslavo meridional que utiliza o alfabeto latino. Outras línguas nativas são faladas por menos de 5% da população.